# Qualificazioni alla Coppa del Mondo di rugby 2007
Le qualificazioni alla Coppa del Mondo di rugby 2007 si tennero tra il 2004 e il 2007 e videro la partecipazione di 86 squadre nazionali che si affrontarono in tornei di qualificazione su base geografica.
Come nell'edizione della Coppa del Mondo di rugby 2003, anche quella del 2007 previde 20 partecipanti, 8 delle quali (le quartifinaliste Inghilterra, campione uscente, Australia, finalista, e a seguire Nuova Zelanda, Francia, Galles, Irlanda, Scozia e Sudafrica) già qualificate di diritto in virtù dei piazzamenti all'edizione precedente.
Dalle qualificazioni uscirono quindi dodici squadre, tre delle quali ciascuna dall'Europa e dalle Americhe, due dall'Oceania, una ciascuna dall'Africa e dall'Asia e ulteriori due dai ripescaggi cui ogni continente inviò la prima delle non classificate direttamente.
Come già nelle edizioni passate, vi furono criterî di selezione a seconda della zona continentale.
Ogni continente utilizzò, per uno o più turni se non tutti, i propri campionati come base per la selezione delle squadre; la prima partita in assoluto delle qualificazioni avvenne ad aprile 2004 durante la fase finale delle Asian Series 2003-04, anche se il primo avente valore eliminatorio fu disputato nel settembre successivo ad Andorra tra la Nazionale di casa e la Norvegia, e fu diretto dall'arbitro sudafricano André Watson, al suo ultimo incontro internazionale, e già direttore della finale della Coppa del Mondo di rugby 2003 tra Inghilterra e Australia.
L'ultimo incontro di ripescaggio si disputò a fine marzo 2007, a quasi tre anni dall'inizio delle qualificazioni.
Alle qualificazioni africane parteciparono 14 squadre, a quelle americane 19, a quelle asiatiche 13, alle oceaniane 9 e a quelle europee 31: fecero parte del torneo di qualificazione un'edizione di Africa Cup, una di Coppa Europa (con tutte e tre le divisioni coinvolte), un campionato centroamericano, tre edizioni del campionato sudamericano e la prima edizione della Coppa d'Oceania.
Ai ripescaggi furono destinate 5 squadre, ridotte a 4 dopo uno spareggio preliminare.

## Criteri di qualificazione
- Africa (1 qualificata, 1 ai ripescaggi): 14 squadre parteciparono alle qualificazioni ripartite su quattro turni. Nel primo turno le sei squadre di ranking continentale più basso si affrontarono in un torneo a due gironi e finale; la squadra vincitrice di detta finale raggiunse le cinque in attesa al secondo turno; di dette sei squadre ne avanzarono tre verso il terzo turno, coincidente con i gironi A e B della Coppa d'Africa 2006 dove altre tre squadre già erano ammesse. Le vincenti dei due gironi si incontrarono sia per la semifinale della Coppa d'Africa che per la qualificazione: la vincente fu qualificata direttamente alla Coppa del Mondo, la squadra sconfitta ai ripescaggi[2].
- Americhe (3 qualificate, 1 ai ripescaggi). Esso interessò 19 squadre, nove del Centro-Nordamerica e dieci del Sudamerica. Il primo turno vide la disputa separata del campionato caraibico 2005, la cui vincente spareggiò, nel successivo terzo turno, con la vincente del girone nordamericano, e del Sudamericano "B" 2004, tre delle cui squadre si disputarono il diritto a un posto al secondo turno[2]. Il secondo turno interessò solo l'America Meridionale e vide la disputa del Sudamericano "B" 2005 cui prese parte anche la squadra qualificata dal primo turno; da tale fase uscì una qualificata per il terzo turno. A detto terzo turno presero parte, per l'America Centro-Settentrionale, il Canada, gli Stati Uniti e la campione caraibica del 2005 di cui al primo turno, mentre per quella meridionale le squadre partecipanti al Sudamericano "A" 2006 ovvero Argentina, Uruguay e la squadra sudamericana proveniente dal secondo turno. La vincente del girone centro-nordamericano e quella del girone sudamericano accedettero direttamente alla Coppa del Mondo; le seconde disputarono tra di esse un ulteriore spareggio la cui vincente fu la terza qualificata per le Americhe alla Coppa del Mondo, mentre la sconfitta accedette ai ripescaggi[2].
- Asia (1 qualificata, 1 ai ripescaggi). 13 squadre parteciparono alle qualificazioni. Al turno preliminare, che partì ad aprile 2004, presero parte 12 squadre, ma esso non ebbe valore eliminatorio; coincise con l'annata 2004 delle Asian Series 2003-04 ed ebbe lo scopo di stilare il ranking continentale per stabilire a quali turni sarebbero state assegnate le squadre partecipanti; al primo turno, coincidente in parte con le Asian Series 2005, entrò in gioco anche la neonata Nazionale dell'India. Tre squadre furono ammesse direttamente dai preliminari al secondo turno, che si appoggiò alle Asian Series 2006, mentre altre tre le raggiunsero provenienti dal primo turno. Dal secondo turno uscirono tre squadre che disputarno il terzo, e ultimo turno, in un girone all'italiana: la vincitrice del girone fu qualificata direttamente alla Coppa del Mondo, la seconda ai ripescaggi[2].
- Europa (3 qualificate, 1 ai ripescaggi). Le qualificazioni europee furono le più lunghe e laboriose in quanto coinvolsero 31 squadre su 6 turni, una delle quali, l'Italia, ammessa direttamente al quinto turno. I primi tre turni furono collegati alle tre divisioni del campionato europeo 2004-06, la cui prima divisione si svolse su base biennale mentre quelle inferiori su base annuale. Il primo turno fu uno spareggio tra otto squadre della terza divisione 2004-05, quattro delle quali passarono al secondo turno, coincidente con la seconda divisione 2004-05[2]. A tale turno parteciparono venti squadre, sedici già ammesse più le quattro del turno precedente, dalle quali ne uscirono dieci promosse al terzo turno, coincidente con la prima divisione 2004-06 (sei squadre) e la seconda divisione del 2005-06 (le dieci squadre promosse dal secondo turno): le prime tre classificate della prima divisione accedettero direttamente al quinto turno, mentre le ultime tre, insieme alla vincente della seconda divisione, accedettero al quarto turno; a detto quarto turno presero parte le quattro squadre citate, due delle quali passarono al quinto turno, composto da sei squadre: la citata Italia, le tre provenienti dal terzo turno e le due provenienti dal quarto turno. Le sei squadre furono ripartite in due gironi: le vincenti di ogni girone furono le due squadre direttamente qualificate alla Coppa del Mondo, mentre le seconde classificate accedettero a un sesto turno di spareggio la cui vincitrice fu la terza qualificata per l'Europa e la perdente accedette ai ripescaggi[2].
- Oceania (2 qualificate, 1 ai ripescaggi). Il torneo di qualificazione riguardò nove squadre divise in due competizioni separate tra di esse. Il primo e il secondo turno riguardarono la Oceania Cup 2005, competizione nata proprio quell'anno, riservata alle squadre emergenti del continente; i due turni coincisero rispettivamente con la fase a gironi e, a seguire, con la finale del torneo. La vincente di tale competizione fu ammessa direttamente al quarto turno, quello di spareggio. Il terzo turno riguardò le tre squadre maggiori dopo Australia e Nuova Zelanda, ovvero Figi, Samoa e Tonga, che si affrontarono nel girone all'italiana di andata e ritorno del Sud Pacifico, le cui prime due classificate accedettero alla Coppa del Mondo come Oceania 1 e Oceania 2, mentre la terza spareggiò al quarto e ultimo turno con la vincente dell'Oceania Cup. La vincente di questo ulteriore spareggio accedette ai ripescaggi[2].
- Ripescaggi (2 qualificate): 5 squadre (una per zona) si incontrarono su due turni di qualificazione a eliminazione diretta; il primo turno fu di fatto un preliminare tra due squadre per portare a quattro le contendenti al secondo turno, che vide un accoppiamento in gara singola e un altro in doppia gara; le due squadre vincitrici dei rispettivi confronti furono le qualificate alla Coppa del Mondo[2].

## Schema delle qualificazioni
| Fase                  | Africa                                             | Americhe | Asia                    | Europa                                                                                           | Oceania                                           | Ripescaggi |
| --------------------- | -------------------------------------------------- | --- | ----------------------- | ------------------------------------------------------------------------------------------------ | ------------------------------------------------- | --- |
| Qualificate d'ufficio | - Sudafrica                                        | |                         | - Francia - Galles - Inghilterra - Irlanda - Scozia                                              | - Australia - Nuova Zelanda                       | |
| Schema qualificazioni | - Vincitrice semifinale gironi A-B Africa Cup 2006 | - 1ª Sudamericano "A" 2006 - 1º girone Centro-Nord America - Vincitrice spareggio 2ª Sudamericano 2006 ― 2º girone Centro-Nord America | - 1º girone finale Asia | - 1º girone finale A Europa - 1º girone finale B Europa - Vincitrice spareggio gironi A-B Europa | - 1º girone Sud Pacifico - 2º girone Sud Pacifico | Due squadre tra: - Perdente semifinale gironi A-B Africa Cup 2006 - Perdente spareggio 2ª Sudamericano 2006 ― 2º girone Centro-Nord America - 2º girone finale Asia - Perdente spareggio gironi A-B Europa - Perdente spareggio 3º girone Sud Pacifico ― 1ª Oceania Cup 2005 |

## Africa

### Verdetto
- Namibia: qualificata alla Coppa del Mondo per la zona Africa
- Marocco: al primo turno dei ripescaggi interzona

## Americhe

### Verdetto
- Argentina: qualificata alla Coppa del Mondo come prima squadra americana
- Canada: qualificata alla Coppa del Mondo come seconda squadra americana
- Stati Uniti: qualificata alla Coppa del Mondo come terza squadra americana
- Uruguay: al secondo turno dei ripescaggi interzona

## Asia

### Verdetto
- Giappone: qualificata alla Coppa del Mondo per la zona Asia
- Corea del Sud: al secondo turno dei ripescaggi interzona

## Europa

### Verdetto
- Italia: qualificata alla Coppa del Mondo come prima squadra europea
- Romania: qualificata alla Coppa del Mondo come seconda squadra europea
- Georgia: qualificata alla Coppa del Mondo come terza squadra europea
- Portogallo: al primo turno dei ripescaggi interzona

## Oceania

### Verdetto
- Samoa: qualificata alla Coppa del Mondo come prima squadra oceaniana
- Figi: qualificata alla Coppa del Mondo come seconda squadra oceaniana
- Tonga: al secondo turno dei ripescaggi interzona

## Ripescaggi
Il primo turno vide di fronte la ripescata africana contro quella europea, come accadde nel 2003 quando ad affrontarsi furono Spagna e Tunisia; quattro anni più tardi fu invece la volta di Portogallo e Marocco.
A Casablanca i portoghesi vinsero per 10-5 e, al ritorno a Lisbona, perfezionarono la qualificazione vincendo 16-15 e passando al secondo turno, dove attendevano l'Uruguay, avversario di zona, e Corea del Sud e Tonga che già quattro anni prima si erano incontrati per l'ultimo turno degli spareggi di ripescaggio.
La pratica tra dette ultime due formazioni fu espletata in gara unica in campo neutro al Waitemata Park di Auckland, in Nuova Zelanda: Tonga si impose per 87-3 contro una Corea del Sud manifestamente più debole i cui dirigenti avevano dichiarato che le qualificazioni del 2007 erano una tappa intermedia verso un'eventuale qualificazione alla Coppa del Mondo di rugby 2011.
Differente fu il percorso del Portogallo che, dopo avere affrontato il doppio incontro con il Marocco, si trovò a fronteggiare la ripescata delle Americhe, l'Uruguay, in gara di andata e ritorno.
Allo stadio Universitario di Lisbona, davanti a circa 3000 spettatori, i lusitani vinsero per 12-5, anche se il punteggio non garantiva margini per una facile qualificazione.
Nel ritorno al Parque Central di Montevideo i calci tra i pali di Duarte Pinto tennero il Portogallo in linea di galleggiamento; chiuso 6-6 il primo tempo, la squadra mise a segno altri 6 punti ancora con Pinto, e non bastarono all'Uruguay due mete e una trasformazione: il punteggio totale, 18-12, dava un complessivo di 24-23 a favore degli europei, che conquistarono così la loro prima qualificazione mondiale in assoluto.
|  | Primo turno | Primo turno | Primo turno | Primo turno | Primo turno |  |  | Secondo turno | Secondo turno | Secondo turno | Secondo turno | Secondo turno |  |
|  |             |             |             |             |             |  |  |               |               |               |               |               |  |
|  | Marocco     | Marocco     | 5           | 15          | 20          |  |  |               |               |               |               |               |  |
|  | Portogallo  | Portogallo  | 10          | 16          | 26          |  |  | Portogallo    | Portogallo    | 12            | 12            | 24            |  |
|  |             |             |             |             |             |  |  | Uruguay       | Uruguay       | 5             | 18            | 23            |  |
|  |             |             |             |             |             |  |  |               |               |               |               |               |  |
|  |             |             |             |             |             |  |  |               |               |               |               |               |  |
|  |             |             |             |             |             |  |  | Corea del Sud | Corea del Sud | Corea del Sud | Corea del Sud | 3             |  |
|  |             |             |             |             |             |  |  | Tonga         | Tonga         | Tonga         | Tonga         | 85            |  |

### Primo turno di ripescaggio
| Casablanca 20 gennaio 2007, ore 13 UTC+0 | Marocco      | 5 – 10 | Portogallo | C.O.C. Stadium\| Arbitro: \| Wayne Barnes \| |
| Arbitro:                                 | Wayne Barnes |        |            |                                              |

| Lisbona 27 gennaio 2007, ore 15 UTC+0 | Portogallo  | 16 – 15 | Marocco | Stadio Universitario\| Arbitro: \| Nigel Owens \| |
| Arbitro:                              | Nigel Owens |         |         |                                                   |

### Secondo turno di ripescaggio
| Arbitro: | Matt Goddard |

|        |      |                                                                                             |
|        | mt   | 'Apikotoa (2) S. Fonua (2) Kalamafoni Kaufusi Lilo Paea V. Poteki (2) Tonga'uiha (2) T-Pole |
|        | tr   | 'Apikotoa (10)                                                                              |
| Jun-Ki | c.p. |                                                                                             |

| Arbitro: | Donal Courtney |

|                       |    |                 |
| 48’ Gama 70’ Coutinho | mt | 77’ Capó Ortega |
| 48’ Leal              | tr |                 |

| Arbitro: | Tony Spreadbury |

|                             |      |                               |
| 42’ Crosa 64’ Capó Ortega   | mt   |                               |
| 64’ Juan Menchacha          | tr   |                               |
| 6’ Menchacha 17’ D. Aguirre | c.p. | 20’, 34’, 47’, 50’ D.C. Pinto |

### Verdetto
- Portogallo: qualificata alla Coppa del Mondo come prima squadra ripescata
- Tonga: qualificata alla Coppa del Mondo come seconda squadra ripescata

## Quadro generale delle qualificazioni
| Fase                  | Africa      | Americhe                           | Asia       | Europa                                              | Oceania                     | Ripescaggi           |
| --------------------- | ----------- | ---------------------------------- | ---------- | --------------------------------------------------- | --------------------------- | -------------------- |
| Qualificate d'ufficio | - Sudafrica |                                    |            | - Francia - Galles - Inghilterra - Irlanda - Scozia | - Australia - Nuova Zelanda |                      |
| Schema qualificazioni | - Namibia   | - Argentina - Canada - Stati Uniti | - Giappone | - Italia - Romania - Georgia                        | - Samoa - Figi              | - Portogallo - Tonga |